# دينيس بينيدا
دينيس بينيدا (بالإسبانية: Dennis Pineda)‏ (1 أبريل 1996 في السلفادور - ) هو لاعب كرة قدم سلفادوري في مركز الوسط. شارك مع منتخب السلفادور تحت 20 سنة لكرة القدم ومنتخب السلفادور لكرة القدم. أما مع النوادي، فقد لعب مع Tigres UANL Premier ‏ وTurín FESA F.C. ‏.

## وصلات خارجية
- دينيس بينيدا على موقع قاعدة بيانات كرة القدم.إي يو (الإنجليزية)
- دينيس بينيدا على موقع ناشيونال فوتبول تيمز (الإنجليزية)
- دينيس بينيدا على موقع Soccerway.com (الإنجليزية)
- دينيس بينيدا على موقع AS.com (الإسبانية)